# Chroicocephalus
Chroicocephalus (лат.) — род птиц семейства чайковых. Представителей рода до недавнего времени включали в род Larus. Название рода «Chroicocephalus» происходит от др.-греч. χρωικος «окрашивать», и др.-греч. 
κεφαλή «голова».
Представители этого рода встречаются в регионах или субрегионах по всему миру, причём каждый вид обычно ограничен лишь одним регионом.

## Виды
Международный союз орнитологов относит к роду 10 видов:
| Фото | Латинское название              | Русское название    | Распространение |
| ---- | ------------------------------- | ------------------- | --- |
|      | Chroicocephalus genei           | Морской голубок     | побережье Средиземного, Красного, Чёрного, Каспийского, Аральского морей и Персидского залива, а также Белуджистан и Синд. |
|      | Chroicocephalus philadelphia    | Бонапартова чайка   | внутренние водоёмы Северной Америки                                                                                        |
|      | Chroicocephalus novaehollandiae | Австралийская чайка | побережья и озёра Австралии, Тасмании и Новой Каледонии                                                                    |
|      | Chroicocephalus bulleri         | Буллерова чайка     | Новая Зеландия |
|      | Chroicocephalus serranus        | Андская чайка       | Анды, выше 3000 м над уровнем моря                                                                                         |
|      | Chroicocephalus maculipennis    | Патагонская чайка   | побережья юга Южной Америки, Фолкленды                                                                                     |
|      | Chroicocephalus ridibundus      | Озёрная чайка       | умеренный и субтропический пояс Евразии                                                                                    |
|      | Chroicocephalus brunnicephalus  | Буроголовая чайка   | высокогорные плато Центральной Азии от Таджикистана до Ордоса                                                              |
|      | Chroicocephalus cirrocephalus   | Сероголовая чайка   | водоёмы Южной Америки и Африки южнее Сахары                                                                                |
|      | Chroicocephalus hartlaubii      | Чайка Хартлауба     | атлантическое побережье ЮАР и Намибии                                                                                      |

Кроме того, ископаемые остатки †Chroicocephalus utunui были обнаружены на острове Хуахине, входящем в Острова Общества.